# مکس برند

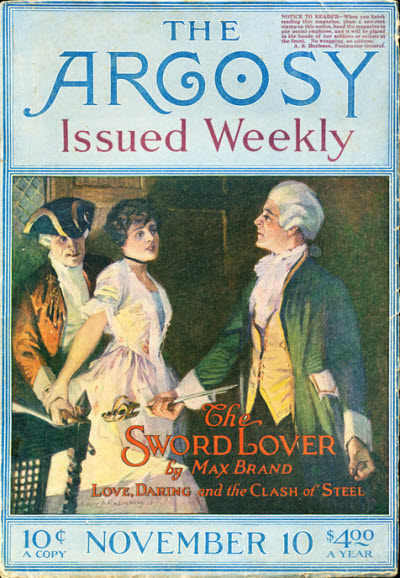
رمان عاشق شمشیر که در سال 1917 منتشر شد.

مَکس برند (انگلیسی: Max Brand؛ ‏ ۲۹ مهٔ ۱۸۹۲ – ۱۲ مهٔ ۱۹۴۴) نویسنده و مؤلف اهل ایالات متحده آمریکا بود.
از فیلم‌هایی که وی در آن نقش داشته‌است، می‌توان به دستری دوباره می‌راند اشاره کرد.